# ۹۲۶ (خورشیدی)
۹۲۶ نهصد و بیست و ششمین سال هجری خورشیدی است.